# Gilles Devillers
Gilles Devillers (Gerpinnes, 12 februari 1985) is een Belgisch voormalig wielrenner die onder meer uitkwam voor R.A.G.T. Semences, Lotto-Bodysol, Landbouwkrediet-Euphony en Veranclassic-Doltcini.

## Overwinningen
2012
- Bergklassement Ronde van de Limousin

## Resultaten in voornaamste wedstrijden
| Jaar | Ronde van Italië | Ronde van Frankrijk | Ronde van Spanje |
| ---- | ---------------- | ------------------- | ---------------- |
| 2010 |                  |                     |                  |
| 2011 |                  |                     |                  |
| 2012 |                  |                     |                  |
| 2013 |                  |                     |                  |

| Jaar | Gent-Wevelgem | Amstel Gold Race | Luik-Bast.‑Luik |
| ---- | ------------- | ---------------- | --------------- |
| 2010 |               |                  |                 |
| 2011 |               |                  |                 |
| 2012 | 153e          |                  | opgave          |
| 2013 |               | 97e              | 148e            |

## Ploegen
- 2005-R.A.G.T. Semences (stagiair)
- 2007-Storez Ledecq Materiaux
- 2010-Lotto-Bodysol
- 2011-Wallonie Bruxelles-Crédit Agricole
- 2012-Landbouwkrediet-Euphony
- 2013-Crelan-Euphony
- 2014-Veranclassic-Doltcini